# The Seeker
The Seeker ist ein Jazzalbum des Aardvark Jazz Orchestra, das 1998 und 2000 im Kresge Auditorium des Massachusetts Institute of Technology (MIT) in Cambridge (Massachusetts) aufgenommen und 2000 bei Leo Records veröffentlicht wurde.

## Hintergrund
The Seeker ist der Erinnerung an John Coltrane gewidmet; das Stück war eine Auftragskomposition für das 15. John Coltrane Memorial Concert, das am 8. Oktober 1994 seine Premiere in einer Aufführung in der Northeastern University in Boston erlebte. Solisten in der Aufnahme von 1998 sind Harry Wellott und Craig Ellis (Schlagzeug/Perkussion), Arni Cheatham (Tenorsaxophon), Phil Scarff (Sopransaxophon) und Brad Jones (Baritonsaxophon).
Heartsong ist der burmesischen Freiheitsaktivistin Aung San Suu Kyi gewidmet, die zu dieser Zeit unter Hausarrest stand. Das Stück war eine Auftragskomposition von Roger und Sophie Clifton, die mit Suu Kyi befreundet und Fans des Aardvark Jazz Orchestra sind. Die Komposition hatte am 28. März 1998 in der Harvard-Epworth United Methodist Church in Cambridge (Massachusetts) Premiere. Das Stück beginnt mit Holzbläser-Ensemblespiel; danach folgen als Solisten John Funkhouser (Piano), Richard Nelson (Gitarre), Bill Lowe (Tuba), Greg Kelley (Trompete) und Bob Pilkington (Posaune).
Passages/Psalms IV ist Teil einer dreistündigen Suite, die sich mit verschiedenen Psalmen (4, 8, 46, 131) auseinandersetzt; Ausschnitte aus der Suite wurden auf dem Vorgängeralbum Psalms & Elegies (1997) veröffentlicht. Mit dem mitgeschnittenen Konzert am 16. April 2000 erlebte Harveys Komposition seine Premiere; Solisten waren Mark Harvey (Piano), Daniel Ian Smith (Tenorsaxophon), Taylor Ho Bynum (Trompete), Peter Bloom (Flöte), Bill Lowe (Tuba), Jesse Williams (Bass), Jay Keyser und Jeff Marsankis (Posaunenduo), Craig Ellis, (Gong), Greg Kelley (Trompete), Arni Cheatham (Flöte), Phil Scarff (Tenorsaxophon), Richard Nelson (Gitarre) und Harry Wellott (Perkussion).

## Titelliste
- Aardvark Jazz Orchestra: The Seeker (Leo Records – CD LR 068)[2]

1. The Seeker 18:10
2. Heartsong 9:26
3. Passages/Psalms IV 39:02

Alle Kompositionen stammen von Mark Harvey. Die Titel The Seeker und Heartsong wurden am 25. April 1998 im Kresge Auditorium des Massachusetts Institute of Technology (MIT) in Cambridge (Massachusetts) aufgenommen. Der Titel Passages/Psalms IV wurde ebendort am 16. April 2000 aufgenommen.

## Rezeption
Aaron Steinberg meinte in seiner Besprechung des Albums in JazzTimes, Mark Harvey habe mit dieser Produktion des Aardvark Jazz Orchestra seinen Job gut gemacht. In den drei ausgedehnten Kompositionen lenke Harvey sein Ensemble gelassen durch die verschiedenen Stilrichtungen. Der pastoral anmutende Heartsong beginnt fast wie eine Sinfonie, mit Flöten und Klarinetten, die lyrisch über die Dissonanzen hinweg spielen, die von den Saiten im Innern des Pianos kommen. „Das monumentale ‚Passages/Psalms IV‘ fängt mit einer langen, ambient-haften Passage an und entwickelt sich dann in einen Augenblick vulkanischer Polyphonie. Bevor das Stück seinen Verlauf nimmt, taucht die Band ein in Momente rasenden Swings, dichter orchestraler Akkorde, eisiger Saxophon-Trompete-Passagen, geschmeidigem Ensemblespiel und einem Touch Ragtime. Die Solobeiträge seien durchweg gut und hörenswert; Harvey und das AJO verlangten bei dieser Aufnahme von ihren Hörern ein gewisses Maß an Ausdauer ab, was sich aber durchaus auszahle.“
François Couture verlieh dem Album in Allmusic drei (von fünf) Sterne und schrieb zum Titelstück, „The Seeker sei ein herzliches Stück, dessen geführte Improvisationen zu Mancini-haften  Riffs übergehe, mit einem feurigen Tenorsolo Arni Cheathams. Die meditativen Phasen seien jedoch einschläfernd, was erst mit der Rückkehr des Orchesters für jubilierende Schlusspassage aufgehoben werde. Der Aung San Suu Kyi gewidmete Heartsong sei da feingliedriger und enger an zeitgenössischer Musik (etwa von Edgar Varèse) als am Jazz. Ein wenig verwirrend am Anfang, bildet es eine schöne Unterbrechung zwischen den zwei großen Stücken dieses Programms. Passages/Psalms IV beginnt – ähnlich wie das vorangegangene Stück – lieblich und entwickelt sich schließlich zu einer Swingnummer, bevor sie abbricht und zum Halten kommt, was mehrmals wiederholt wird. Auch hier durchweg ausgeschriebene Passagen mit geführten Improvisationen. Nach Ansicht von Couture enthalte Passages einige Längen; insgesamt biete es nicht das engagierte Erlebnis von The Seeker und erscheine einigen Hören vielleicht zu feierlich. Insgesamt sei dieses Album hörenswert, aber beschreite nicht neue Wege in Richtung avantgardistischem orchestralem Jazz oder experimentellem Bigband-Territorien; da habe das Aardvark Jazz Orchestra schon besseres Material aufgenommen.“

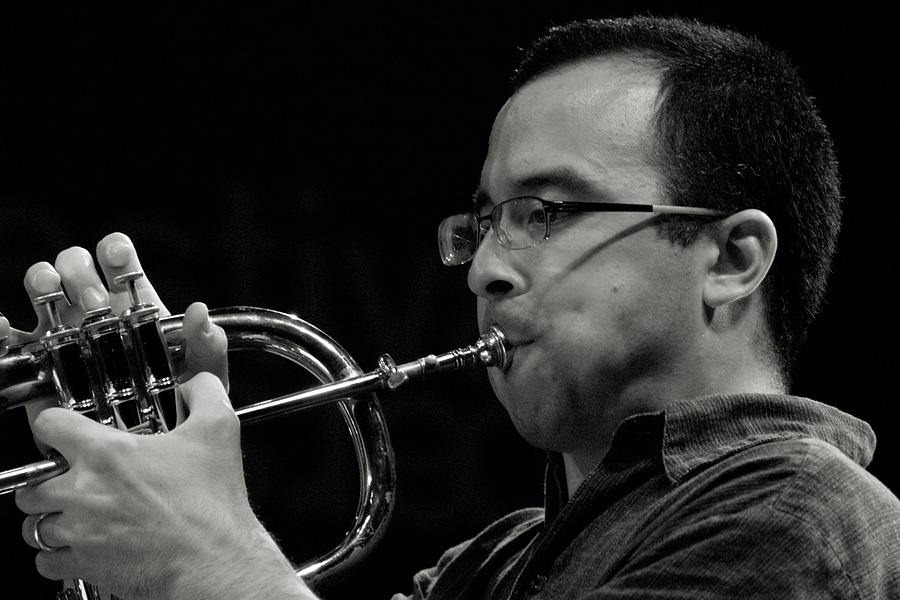
Taylor Ho Bynum, Moers Festival 2007

Glenn Astarita, der das Album in All About Jazz mit 3½ (von 5 Sterne) rezensierte, schrieb zum Titelstück The Seeker, es sei „von grollenden und irgendwie sehnigen Klängen des vollen Orchesters beherrscht, was einher mit Sequenzen geht, die eine Handvoll Solisten einschließe, die introspektive Themen inmitten wallender Hörner, anmutiger Perkussion und gegenläufiger Motive beisteuern.“ So setzen Schlagzeuger Harry Wellot und Perkussionist Craig Ellis „eine Kavalkade metrisch unregelmäßiger Rhythmen und subtile tonale Schattierungen ein, welche die orchestralen Stimmen in verlorene Swing-Improvisationen inmitten sich steigernder Entwicklungen schieben.“ Passages/Psalms IV sei beherrscht „von kratzigen, rauh-kehligen Phrasierung von Taylor Ho Bynums glühenden Tönen, während die Musiker in diesem Augenblick in eine Dominoeffekt katapultieren, in dem die Hörner und Holzbläser vorsichtig Themen und Melodien verschieben. Dennoch machen schließlich die ungestümen Träumereien einen angenehmen 4/4-Takt Platz und Peter Blooms hippem und jazzigen Flötenspiel. Daher entwickeln sich  Mark Harveys multidimensionale Strukturen aus Subthemen, indem die Musiker wirkungsvoll Farbton und Auftreten dieser oft polytonal und extrovertierten Arrangements verändern.“